# Zapach psiej sierści (film)
Zapach psiej sierści – polsko-bułgarski film sensacyjny z 1981 roku, nakręcony na podstawie powieści Wojciecha Żukrowskiego o tym samym tytule.
Film kręcono w Burgas i Sozopolu.

## Główne role
- Izabella Dziarska – Heidi
- Roman Wilhelmi – Paweł
- Boris Arabow – pop
- Dobri Dobrew – komendant Banow
- Emil Dżamdżijew(inne języki) – ratownik
- Christo Paskalew – trener
- Kirił Popow – szef gangu
- Władimir Rusinow – stróż Poponiczew
- Magdalena Argirowa – pływaczka
- Swetłana Atanasowa – Kati